# Enicospilus nigricornis
Enicospilus nigricornis là một loài tò vò trong họ Ichneumonidae.